# サンデーかしましラジオ
サンデー かしましラジオはニッポン放送で2010年4月11日から6月20日に放送していたトーク番組である。

## 番組概要
ニッポン放送の2010年春の改編にて、日曜午後の放送枠で『谷村新司 まぁるい日曜日』を放送していたが、放送枠移動に伴い開始されたトーク番組である。ニッポン放送の世代が違う女性アナウンサー3人が、日常生活の中で感じた事柄や疑問等を語り、時には取材をした結果を紹介する、所謂"井戸端会議"的な番組構成になっている。
番組開始時から13回の1クールで番組終了する事を告知しており、実質的"つなぎ番組"を称していた。また、この放送枠から内包番組も加わった。
結果、放送期間の延長は無く、同年6月20日放送分にて番組は終了。同枠はテリー伊藤の「のってけラジオシリーズ」の最終シリーズに当たる『テリー伊藤 サンデーのってけラジオ』が開始された。

## 出演者

### パーソナリティ
全員ニッポン放送アナウンサー
- 増山さやか
- 増田みのり（当時）
- 五戸美樹（当時）

## 放送時間
内包番組である『Dr.コパの風水の知恵かしまSHOW』（13:20 - 13:30）も含む
- 日曜 13:00 - 14:30 - 2010年4月11日 - 6月20日

### 特別番組
- ローソンPresents ホリデーかしましラジオ〜パスタ屋2周年記念 焼きパスタのキャッチコピーを考えよう〜[4]

番組終了から1年後、ニッポン放送ホリデースペシャル枠にて復活。
『かしましラジオ』のコーナーである3人のアイディアの中から、リスナー総選挙で1位を決める企画で、タイアップ商品のキャッチコピーを考案する番組構成である。

#### 放送時間
- 14:00 - 15:00（2011年9月19日）、ゲスト：宮崎奈穂子
- 13:00 - 14:00（2011年10月10日）、ゲスト：垣花正

#### パーソナリティ
全員ニッポン放送アナウンサー
- 新保友映（当時）
- 箱崎みどり
- 五戸美樹（当時）